# Apollo Crews
Sesugh Uhaa (Sacramento (Californië), 22 augustus 1987), beter bekend als Apollo Crews, is een Amerikaans professioneel worstelaar die sinds 2015 actief is in de World Wrestling Enteratinment.
In 2015 tekende Uhaa een contract met WWE en werd verwezen naar NXT. In april 2016 werd hij doorverwezen naar het hoofdrooster en won één keer het Intercontinental en het United States Championship.

## WWE NXT
Op 13 april 2015 werd er officieel in de pers verklaard dat hij onder contract stond bij NXT. Hij was voor het eerst te zien op tv op 6 mei en in zijn officiële eerste match versloeg hij Tye Dillinger. Op 8 oktober won hij de Battle Royal dat hem een kans gaf om WWE NXT Champion te worden, Apollo won de match maar via diskwalificatie, dat betekent dat Finn Bálor nog altijd de champion was. Crews laatste optreden bij NXT was op 6 april die hij won.

## 2016 - heden
Op 4 april 2016 maakt Crews zijn debuut in de WWE Raw met een overwinning tegen Tyler Breeze. Daarna volgde het event Money In The Bank 2016 en daar versloeg hij Sheamus. Voor de nieuwe 'era' van WWE werd hij op 19 juli verwezen naar Smackdown Live. Het volgende event van WWE SummerSlam 2016 had hij een match tegen The Miz voor het WWE Intercontinental Championship, hij won de match niet en zo dus ook de titel niet. Backlash 2016 was hij de uitdager van Baron Corbin ook die match kon hij niet winnen. Op Tribute to the Troops 2016 was hij de uitdager in de Intercontinental Championship Open Challenge match tegen The Miz, die won hij maar The Miz zei dat de match niet voor de Intercontinental Championship was, dus hij won de titel niet. Crews deed daarna mee in de Royal Rumble (2017), hij was de 22 tigste deelnemer en werd geëlimineerd door Luke Harper. Achter enkele matchen samen met Kalisto gevochten te hebben tegen Dolph Ziggler leidde dit door een match op Elimination Chamber (2017), die Crews en Kalisto wonnen. Op 10 april 2017 werd Crews door de Superstar Shake-up van SmackDown naar Raw verkozen.

## Prestaties
- Dragon Gate
  - Open the Twin Gate Championship (1 keer) – met BxB Hulk[3]
- Dragon Gate USA
  - Best Newcomer (2011)
- Full Impact Pro
  - FIP Florida Heritage Championship (1 keer)[3]
- Great Championship Wrestling
  - GCW Heavyweight Championship (1 keer)[3]
- Preston City Wrestling
  - PCW Heavyweight Championship (1 keer)[3]
- Pro Wrestling Illustrated
  - Gerangschikt op nummer 65 van de top 500 singles worstelaars in de PWI 500 in 2021[4]
- WWE
  - WWE Intercontinental Championship (1 keer)[3]
  - WWE United States Championship (1 keer)[3]